# Calamares en su tinta
I calamares en su tinta (noti anche come chipirones en su tinta, in basco txipiroiak bere tintan) sono un piatto caratteristico della cucina spagnola, fatto con piccoli pezzi di calamari (compresi i tentacoli) cotti nel loro stesso inchiostro. Originari dei Paesi Baschi, sono diffusi in tutta la Spagna e in particolare nelle regioni atlantiche.
Come regola generale, questo piatto richiede tempo per essere preparato e per questo motivo, in Spagna, è comune trovarlo in scatola e disponibile in qualsiasi supermercato.

## Caratteristiche
La ricetta è fatta con calamari saltati in padella in un misto di verdure varie. L'aggiunta di nero di seppia gli conferisce il caratteristico colore nero. Al momento di servire, il piatto è solitamente accompagnato da riso o patatine fritte e la salsa nera è solitamente resa leggermente piccante, in modo da esaltare i sapori dell'insieme. A volte può essere servito come aperitivo. La variante in scatola che si trova in lattina è solitamente immersa in abbondante olio d'oliva.